# Лікоть (потік)
Лікоть (пол. Łokieć) — гірський потік в Україні, у Самбірському районі Львівської області у Галичині. Ліва притока Стрию, (басейн Дністра).

## Опис
Довжина потоку 3,5 км. Починається на південних схилах гори Вільховатий Боринський (799 м). Спочатку тече на південь, далі — на північний схід через село Ліктів і впадає у річку Стрий, праву притоку Дністра. Від півдня над долиною ріки вивищується гора Щоб (744 м).